# Artturi Lehkonen
Artturi Lehkonen (ur. 4 lipca 1995 w Piikkiö koło Kaarina) – fiński hokeista, reprezentant Finlandii.
Jego ojciec Ismo (ur. 1962) oraz wujek Timo (ur. 1966) także byli hokeistami, obaj są obecnie trenerami hokejowymi.

## Kariera klubowa
- TPS U16 (2009-2010)
- TPS U18 (2010-2012)
- TPS U20 (2011-2012)
- TPS (2011-2012)
- KalPa (2012-2014)
- Frölunda HC (2014-2016)
- Montreal Canadiens (2016-2022)
- Colorado Avalanche (2022-)

Wychowanek klubu TuTo w Turku. Następnie przez kilka lat był zawodnikiem innego klubu z tego miasta, TPS, grał w drużynach juniorskich w kolejnych kategoriach wiekowych, a w sezonie 2011/2012 zadebiutował w seniorskiej lidze SM-liiga. Tuż po jego zakończeniu, w maju 2012 został zawodnikiem KalPa. W tym samym miesiącu w KHL Junior Draft został wybrany przez klub SKA Sankt Petersburg z numerem 57. Z zespołem KalPa rozegrał sezon SM-liiga (2012/2013), w którym został uznany najlepszym debiutantem całej ligi. 30 czerwca 2013 w drafcie NHL z 2013 został wybrany przez Montreal Canadiens z numerem 55. Od marca 2014 zawodnik szwedzkiego klubu Frölunda HC, związany dwuletnim kontraktem. W maju 2016 podpisał kontrakt wstępujący z Montreal Canadiens. W połowie 2019 przedłużył umowę z klubem o dwa lata. Pod koniec marca 2022 ogłoszono jego transfer do Colorado Avalanche.

## Kariera reprezentacyjna
Jest reprezentantem Finlandii. Grał w kadrach juniorskich kraju do lat 16, następnie do lat 17 (na mistrzostwach świata w 2011 i 2012), na mistrzostwach świata do lat 18 edycji 2012, 2013, do lat 20 edycji 2013, 2014, 2015.

## Sukcesy
Reprezentacyjne
- Brązowy medal mistrzostw świata juniorów do lat 18: 2013
- Złoty medal mistrzostw świata juniorów do lat 20: 2014

Klubowe
- Finał Hokejowej Ligi Mistrzów: 2015 z Frölundą
- Hokejowa Liga Mistrzów: 2016 z Frölundą
- Złoty medal mistrzostw Szwecji: 2016 z Frölundą
- Puchar Stanleya: 2022 z Colorado Avalanche

Indywidualne
- SM-liiga (2012/2013):
  - Trofeum Jarmo Wasamy - najlepszy debiutant sezonu
- Mistrzostwa świata do lat 18 w hokeju na lodzie mężczyzn 2012/Elita:
  - Pierwsze miejsce w klasyfikacji strzelców turnieju: 7 goli[8]
  - Drugie miejsce w klasyfikacji kanadyjskiej turnieju: 10 punktów[9]
  - Jeden z trzech najlepszych zawodników reprezentacji na turnieju[10]
- Mistrzostwa świata do lat 18 w hokeju na lodzie mężczyzn 2013/Elita:
  - Pierwsze miejsce w klasyfikacji asystentów turnieju: 6 asyst[11]
  - Czwarte miejsce w klasyfikacji kanadyjskiej turnieju: 9 punktów[12]
  - Jeden z trzech najlepszych zawodników reprezentacji na turnieju[13]
- Svenska hockeyligan (2015/2016):
  - Pierwsze miejsce w klasyfikacji strzelców w fazie play-off: 11 goli
  - Pierwsze miejsce w klasyfikacji kanadyjskiej w fazie play-off: 19 punktów
- NHL (2021/2022):
  - Zdobywca zwycięskiego gola w 6 meczu finałów (2:1), przesądzającego o mistrzostwie dla Colorado Avelanche (4:2 z Tampa Bay Lightning)[14]